# Nachal Gilabon
Nachal Gilabon (hebrejsky נחל גילבון, arabsky: Wadi al-Džalabun) je vodní tok o délce 17 km a přírodní rezervace v Izraeli, respektive na Golanských výšinách okupovaných Izraelem od roku 1967.
Začíná v centrální části Golanských výšin, na náhorní planině západně od vesnice Ortal. Směřuje pak k západu, zpočátku mělkým údolím skrz plochou krajinu. Na dolním toku Nachal Gilabon ze severu míjí vesnici Kidmat Cvi a postupně se zařezává do podloží, čímž vytváří úzké údolí, jež směřuje stále k západu. Nachází se v něm několik vodopádů. Tato část údolí je součástí přírodní rezervace Gilabon. Pak ústí do řeky Jordán, již v mezinárodně uznávaných hranicích Izraele.
Arabský název tohoto toku odkazuje na arabskou vesnici Džalabina, jež stávala do roku 1967 nedaleko jeho dolního úseku. Podél Nachal Gilabon byly odkryty pozůstatky osídlení ze starověku (dolmeny z 3. tisíciletím před naším letopočtem nebo židovské osídlení z doby Mišny a Talmudu). Do roku 1967 tu také byly vojenské objekty syrské armády, jež odtud kontrolovala údolí řeky Jordán.